# Revolt (film, 1979)
Revolt (engelska: Scum) är en brittisk film från 1979, regisserad av Alan Clarke.

## Handling
Filmen visar livet inne på en ungdomsanstalt och skildrar några ungdomar.

## Om filmen
Anstaltsscenerna är inspelade på Shenley Mental Hospital, Shenley, Hertfordshire, England, Storbritannien.
Filmen hade världspremiär på Toronto International Film Festival den 12 september 1979, den hade svensk premiär den 15 september 1980 och är tillåten från 15 år.

## Rollista (urval)
- Ray Winstone - Carlin
- Mick Ford - Archer
- Sean Chapman - James

## Musik i filmen
Filmen saknar musik.